# Acmaeodera errans
Acmaeodera errans är en skalbaggsart som beskrevs av Barr 1972. Acmaeodera errans ingår i släktet Acmaeodera och familjen praktbaggar. Inga underarter finns listade i Catalogue of Life.